# Chitlapakkam
Chitlapakkam è una suddivisione dell'India, classificata come town panchayat, di 25.292 abitanti, situata nel distretto di Kanchipuram, nello stato federato del Tamil Nadu. In base al numero di abitanti la città rientra nella classe III (da 20.000 a 49.999 persone).

## Geografia fisica
La città è situata a 12° 56' 23 N e 80° 08' 28 E.

## Società

### Evoluzione demografica
Al censimento del 2001 la popolazione di Chitlapakkam assommava a 25.292 persone, delle quali 13.087 maschi e 12.205 femmine. I bambini di età inferiore o uguale ai sei anni assommavano a 2.213, dei quali 1.114 maschi e 1.099 femmine. Infine, coloro che erano in grado di saper almeno leggere e scrivere erano 21.195, dei quali 11.194 maschi e 10.001 femmine.